# Щоденна газета

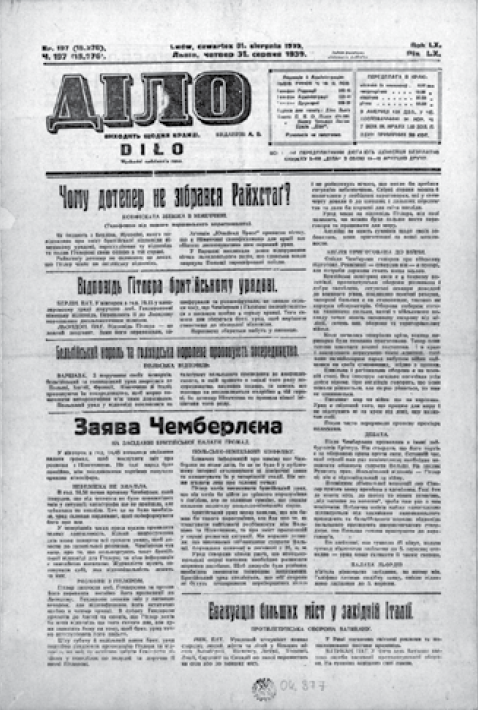
Перша сторінка газети «Діло» від 31 серпня 1939 року, один з останніх випусків

Щоденна газета, Щоденник — газета, що виходить кожного дня. Можливий також вихід лише кожного буднього дня, або 6 днів на тиждень. За часом публікації щоденні газети поділяються на ранкові, денні та вечірні.

## Історія
Прототипом щоденної газети була «Acta diurna populi Romani», таблички з написаними на них щодня повідомленнями, у Стародавньому Римі у часи Юлія Цезаря
Першою щоденною газетою стала «Einkommende Zeitungen» у Лейпцигу, яка вперше вийшла 1 січня 1650 року. Першою регулярною щоденною газетою стала лондонська «Daily Courant», її перший випуск побачив світ 11 березня 1702 року. Першою французькою щоденною газетою стала «Журналь де Парі», яка видавалась у 1777 році.
Першим щоденним виданням на теренах України була газета «Dziennik patryjotycznych politykow» (Щоденник патріотичних політиків), яка виходила з перервами польською мовою у 1792—1798 роках. У перший рік виходила один раз на тиждень, у 1793 році газета виходила раз на 3-4 дні, а з 1794 року стала виходити щодня. Першою щоденною газетою, яка виходила українською мовою, стала у 1888 році львівська газета «Діло». З 1811 року в Львові виходила «Gazeta Lwowska» (Львівська газета), яка стала газетою, що видавалася найдовше на теренах України, до 1939 року.
У Києві першою щоденною газетою була «Громадська думка», яка виходила з кінця 31 грудня 1905 (13 січня 1906) до 18 (31) серпня 1906 року, була закрита владою після жандармського обшуку.